# 通信販売
通信販売（つうしんはんばい、英語：Mail order（メールオーダー）、Home shopping（ホームショッピング））とは、通信で注文を受け、郵便や宅配便でその注文した商品を引き渡す販売方法である。顧客はまったく商品の実物を見ないで注文する。通販（つうはん）と略称される。

近年のインターネット端末の普及にともない、「通信販売」「通販」といえば、ウェブサイトによるもの（オンラインショッピング）を指すことがある。

## 概要

### 日本における通信販売の定義・種類
通信販売業を規制する、特定商取引に関する法律（特定商取引法、旧訪問販売法）での通信販売の定義は
販売業者又は役務提供事業者が郵便等（郵便、電話、フアクシミリ、電報、郵便振替、銀行振込など）により
売買契約又は役務提供契約の申込みを受けて行う商品若しくは指定権利の販売または役務の提供となっている。
なお、一般的な意味の通信販売において、事業者・消費者双方が用いる媒体は以下のとおりとなる。
- テレビ・ラジオの既存局、あるいはCSやケーブルテレビなどに設置された専門チャンネル（例：QVCジャパン、ジャパネットたかた、はぴねすくらぶ）
  - CM、テレビショッピング、ラジオショッピング、インフォマーシャル
- カタログ（例：通販生活、ディノス、ニッセン）
  - フリーマガジンとして街頭や建物内に設置されるほか、ダイレクトメールで個人や会社に届けられ、回覧される。また、購入した商品に同梱されて届けられるものや、雑誌として書店で売られているものもある。
- はがき、リーフレット、ブックレット
  - 街頭で配布されるものや、ダイレクトメール等で届けられるものもある。
- 新聞の広告・折込チラシ、各種雑誌の広告・記事
- インターネットのウェブサイト（例：Amazon、楽天市場、ZOZOTOWN）
  - ECサイト、電子商店街
    - 場合によってはインターネットオークションも広義の通信販売に含まれる。（例：Yahoo!オークション、メルカリ、フリル）

### 支払い方法
代金の支払いのタイミングには、先払いと後払いがある。先払い（前払い）は、消費者が注文にあわせて代金を支払い、販売業者が支払いを確認後商品を発送する順序である。後払いは、販売業者が注文にあわせて商品を発送し、消費者が商品到着を確認後代金を支払う順序である。
先払い(前払い)の場合、現金で決済するときは、注文時に金融機関やコンビニエンスストアを通じて販売業者の口座へ送金する方法や、現金書留、郵便為替で送金する方法がある。また、クレジットカードで決済するときは、注文時にカード情報をECサイト上で入力するか、電話で伝達するか、注文用紙に記入するか、いずれかの方法を利用することで、口座自動振替される。
後払いの場合、商品に同梱された用紙等を利用し、金融機関やコンビニエンスストアを通じて販売業者の口座へ送金する方法や、現金書留、郵便為替で送金する方法や、配達時の運送業者による代金引換サービスを利用する方法がある。
このほかに、消費者が法人の場合には請求書払いという方法もある。
また、後払いの場合、業者や商品やキャンペーンによっては分割払いが適用されている場合もある。

### 事業主体
昨今の通信販売業者は、カタログ販売専門を代表とする無店舗業者にとどまらず、多種多様である。百貨店や専門店のような店舗を持つ小売業者のほか、卸売業者や製造業者、水産業者や農作物生産者等による直販まで、様々な流通チャンネルで通信販売が行われている。放送局・新聞社・出版社・プロバイダ等の関連企業が通信販売事業を行う例も多い。

## 歴史

### 初期のカタログ
1498年、ヴェネツィアの出版業者アルドゥス・マヌティウスが自身が刷った本のカタログを印刷した。1667年、イングランドの園芸業者ウィリアム・ルカス（William Lucas）が顧客に価格を知らせるために種のカタログを印刷し郵送した。植民地時代のアメリカでもカタログが伝わり、ベンジャミン・フランクリンは、1744年に売られている科学と学術の書籍カタログを作成したことから、英領アメリカで最初にカタログを作成したと信じられている。

### 最初の通信販売

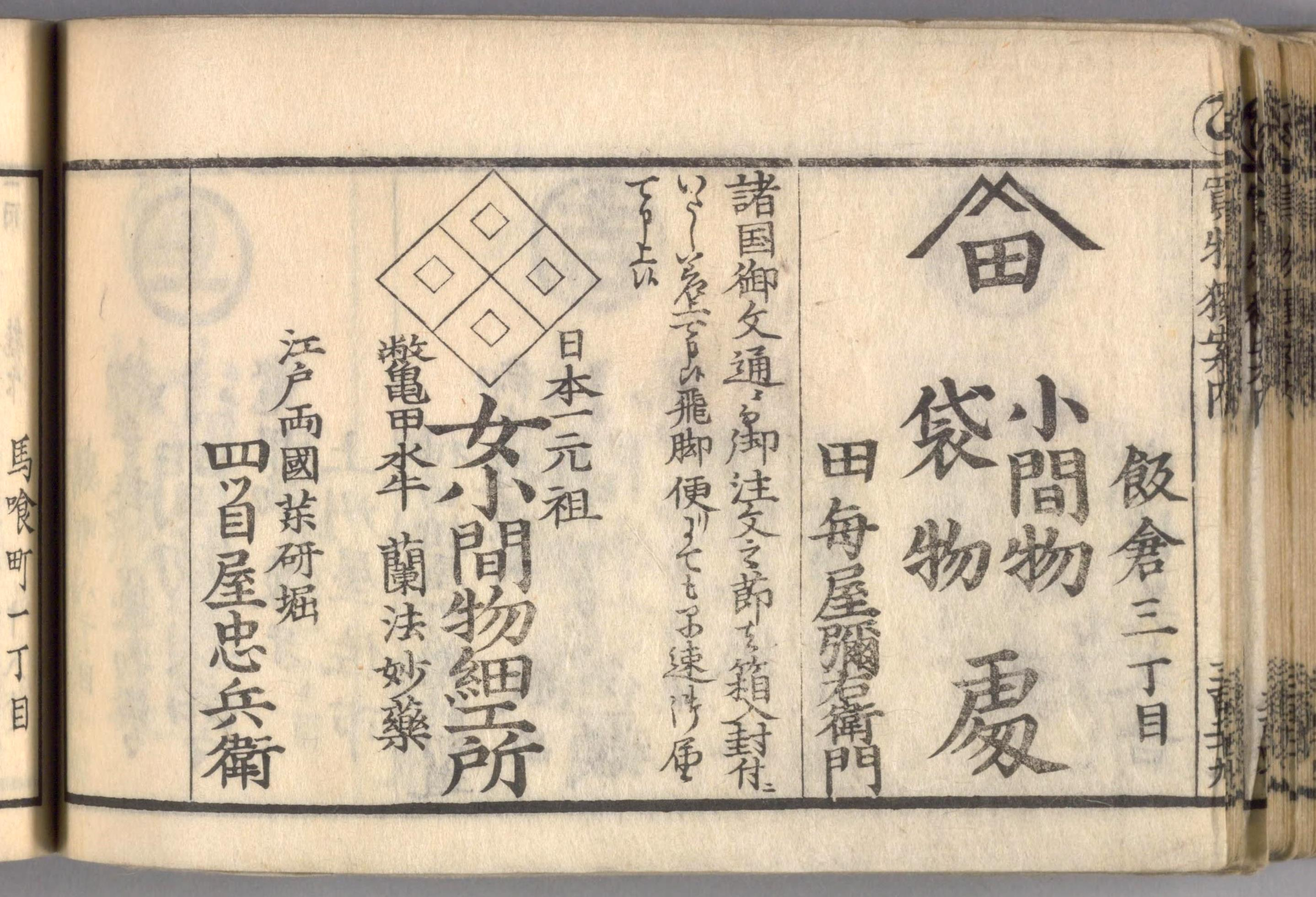
『江戸買物独案内』（1824年）に掲載された"通販可"を謳う四ツ目屋の広告。

日本における通信販売の始まりは必ずしも明らかではないが、1824年（文政7年）発行の江戸の商店広告集『江戸買物独案内』に掲載された江戸両国薬研堀の四ツ目屋の広告には「諸国御文通にて御注文之節は箱入封付ニいたし差上可申候 飛脚便リにても早速御届可申上候」とあり、江戸以外の地方への通信販売もすること、その際には中身が分からないように封印梱包すること、飛脚によるスピード配送も利用可能なことが記されており、この時代には既に通信販売が行われていたことがわかる。
英国ではウェールズの事業家プライス・プライス・ジョーンズは、1861年にはじめて近代的な通信販売を開始した。彼はウェールズのニュータウン市にある呉服屋に弟子入りし、1856年に事業を引き継いだ後、ロイヤル・ウェールズ・ウェアハウスと改称し、ウェールズ・フランネルを販売した。
1840年には、ユニフォームペニー郵便が設立され、ニュータウンへの鉄道網も拡張された、それらは小さな農村の企業を結果的に世界的な名声を持つ会社に変えるのを支援した。1861年に、彼は独自の販売方法を始めた。彼は商品のカタログを全国に配布し、人々が希望するアイテムをポストで注文出来るようにした。そして送られてきた注文を鉄道を使い発送した。これが世界で初めての通販事業であり、その後の小売業の本質を変えるアイデアであった。
彼はヴィクトリア女王やヨーロッパの王室、フローレンス・ナイチンゲールなどの有名人に製品を発送した。彼はまた、米国や英国植民地へカーテンの輸出も開始した。
もっとも売れた商品の一つは現代の寝袋の先駆けであるEuklisia Rugで、ロシア軍へ6万枚発送するなど世界中に販売した。1880年には10万人以上の顧客を抱え、1887年には爵位を授与された。

### 未整理
19世紀後半頃のアメリカ合衆国で、地方の農民たちを対象としたカタログ販売が開始されたのが起源とされている。この頃には鉄道網や郵便網の拡充が進み、19世紀末期にはシアーズなど大手のカタログ販売小売業者が設立され、今日のようなカタログ販売の基礎が作られた。
日本では1876年（明治9年）のアメリカ産トウモロコシの種の通信販売が最初といわれている（津田仙が創刊した「農学雑誌」において）。大正時代には野間清治の経営する講談社の代理部が同社発刊雑誌の広告を通じて通信販売を行った。対象商品は雑誌だけでなく、生活用品・雑貨、家具、果ては清涼飲料水・どりこのに代表される食品や化粧品・薬品など、多岐に渡った。配達は主に同社少年部（日本全国から募集され、約30倍前後の高い競争率をくぐり抜けて採用された小卒男子児童による修養教育としての勤務部署）所属の社員見習いの者が自転車やオートバイで行った。
しかし、日本において産業として確立したのは戦後で、ラジオ受信機製作用電子部品の雑誌広告による通信販売、大手百貨店の通信販売への参入が始まり、1960年代にはカタログ販売の主要業者が設立され、1970年代頃からはテレビショッピング、ラジオショッピングの形でも行われるようになった。
1980年代後半以後、女性の社会進出の拡大や、宅配便サービスの拡充、さらに1990年代以後インターネットの拡大によって大きく発達し、現在では販売品目も魚介類などの生鮮食品から、各地方の名産品、パソコンなどの大型電気製品に至るまで販売されている。

## 通信販売の利点・欠点

### 利点

#### 利用者にとって
- はがき・封書・電報・電話・ファクシミリ・スマートフォン・タブレット・PCなど、購入希望の意思表示を伝達する通信手段が豊富である。
- 店舗を探したり、店舗に出かけたりする必要がないので、時間・労力・交通費が節約できる。
- 好きな時に好きな場所で好きなだけ、興味のある対象を比較検討したうえで買い物ができる。
- 最小限の個人情報を提出するだけで、事業者側と対面することも対話することもなく買い物ができる。
- 指定の場所に配送してもらえるので、嵩ばるものや重いものを持ち帰る必要がない。
- 通販でしか買えない商品や、媒体特有の値引き・景品などの特典の提供を得られることが多い。

#### 事業者にとって
- 受注予測や広告効率について、テストしてデータを分析した後に本番展開ができるので、企画の成功確率が高まる。
- 商品や役務と、媒体の種類や規模、時期や時間や地域を勘案したテストデータに基づく、商材発注と在庫管理及び人員管理ができるので適正在庫及び適正人員の精度が増す。
- 詳細精緻な属性をともなう顧客管理ができるので、的確なアウトバウンドが可能である。
- リアルの店舗も販売員も必要ないので経済性が良い。

#### メディアにとって
- 通販事業者が出稿するのはイメージ広告でなく営業広告であるから、一次媒体の場合、媒体費を融通すれば、出稿量を増加してもらえることが多い。
- 一次媒体の場合、広告の尺やスペースといった規模において、通販事業者は一般広告主よりも長大なことが多く営業効率が良い。
- 通販事業者は大小様々な原稿を保持しているので、一次媒体の場合突発的なアナを埋めてもらえることが多い。
- 一次媒体の場合、不景気等で広告主が減少し、媒体費が低下する時ほど、広告を営業と捉えている通販事業者は広告主として頼りになる。
- ネットにおいては、システム構築後は利便性に応じて営業効率が著しく高まることも多い。
- 二次媒体のうち印刷業者と配布業者(郵便・宅配便・その他)においては、雑誌を凌駕する規模のカタログ等を受注すると、営業効率が良い。

### 欠点

#### 利用者にとって
- 店頭で現物を手にする機会がないため、利用者は記事やウェブサイトなど広告上の写真や動画や仕様説明を基に判断するしかない（写真等だけでは商品の全体像を窺い知ることができない）。そのため、到着後の現物に後悔するケースがあるが、交換や返品の正当な理由とはされないことがある。
- 色・柄・サイズは広告イメージと微妙に異なることもあるため、交換や返品ができたとしてもストレスが残ることがある。
- 急を要する入手や、自らの希望する日時での受け取りが必ずできるとは限らない。
- 必要な組み立てや設置のサービスの付帯していない商品や事業者がある。
- レビューサイトには意図的な虚偽のレビューが多数存在している。
- 特にテレビやラジオといった電波メディアにおいて、商品の本体価格のみが強調され、別途送料や代引き手数料がかかることがアナウンスされない（テレビだと小さいサイズの文字で短時間しか表示されない、ラジオだと「別途送料を頂戴します」とアナウンスするだけで具体的な金額がわからない）場合がある。
- 販売者が倒産ないし閉店するなどして、連絡不能になった場合、損をする危険が大きい。販売者が破産法による破産手続開始の決定を受けた場合は、利用者は破産管財人からの連絡を待つことになる。破産手続開始により前払いで注文した商品の発送が不可となった場合は、利用者はその販売者の債権者となる。破産手続開始当日以前に前払いで代金を支払った場合は一般債権として扱われ、払戻額は最終配当率による（全額払戻は保証できない）。破産手続開始決定後の翌日以降に前払いで代金を支払った場合は、財団債権として扱われる場合がある。いずれの場合も破産手続の廃止により払戻を受けられない場合がある。このことは通販に限らず小売業全般の問題であるので、気をつけたい。
- 特にインターネットでのペット通販において、高価な犬が購入後すぐに衰弱死するなどの問題が多発している[11]。

#### 事業者にとって
- 尺(放送時間)や紙面(広告を表示するスペース)に限りがあるため、商品や役務の特長を充分訴求できないことがある。
- 広告の自由度が高いため、破天荒な切口や過剰な演出、根拠不足や憶測による説明などを原因として、虚偽広告や誇大広告と判断され、法的トラブルを引き起こすおそれがある。
  - 普段想定できない極端な状況下で商品を使用してみせる際に加工・補助具使用を実施したり、正確な裏付けなしに優良性・有利性を断言したりなどして、性能や価値を適切な判断からそらせるなど。
  - 視聴者参加型テレビ通販では、モッタイをつけて販売員が価格を発表したり、セット販売品や景品を紹介したりすると、参加者が大げさに反応するという演出が典型化している。これなどは、適切な価値判断を阻害する目的で演出していると言わざるをえない。
- 広告の頻度・増殖度・総量等を調査するだけで、商品・役務や原稿・コンテンツの成否が競合他社に知られてしまう。
- テスト時と本番時の時間的ズレに、天候・競合・社会情勢等が影響して誤算が生じるおそれがある。
- 誤算は上昇方向にも下降方向にも起こり得るので、大量の供給不足又は大量の余剰在庫を引き起こすおそれがある。
- 媒体(テレビ・ラジオ・新聞・雑誌・チラシ・ネット等及びその個々の番組・紙誌・サイト等)、年月、曜日、時間、その他によって視聴購読利用者層が変化しやすいため、事業展開において営業効率が大きく変化するおそれがある。
- 2017年通販の隆盛と競争激化を主な原因とする、宅配便や郵便等の荷物取扱数が激増したことにより、いわゆる宅配便業の労働環境の急変と労働条件の悪化が顕在化した[12]。これ以降、配送負担の増加や配送の不安定化が、懸案であり続ける可能性がある。

#### メディアにとって
- 通販広告は営業広告なので、通販業者は常時費用対効果を確認しているため、媒体料金が一般広告主よりも低めになりがちである。特にテレビのタイムCMの場合、通販業者は採算割れを起こすと春秋の改編時に料金交渉が厄介になり、料金が折り合わなければ手仕舞いしたがるので面倒な存在である。
- 通販広告主との長期契約を解消した時、広告のスペースや尺が長大なため補充に苦労することがある。
- 通販コンテンツによる間に合わせ的な尺やスペースの補充に依存しても、相応の視聴購読利用者しか得られず、また通販ばかりの編成になりすぎれば、本体の支持者離れを招くおそれがある[注 2]。

## 法令等
通信販売については、不当景品類及び不当表示防止法（景品表示法）などの、商取引に関する一般的な法律以外に、特定商取引に関する法律（特定商取引法）の適用を受け、商品や販売条件に限らず事業者などの各種情報の表示義務が規定されている。ただし、訪問販売や電話勧誘販売等で規定されているクーリングオフは、適用されない（業者によっては商品到着後の返品を受け付けない場合もある）。2009年から返品特約事項表示義務を怠り、広告で返品に関する規定が明示されていない場合のみ、クーリングオフに準じた制度が導入された。したがって利用者は、購入前に返品に関する文言をよく理解しておくことが望ましい。
- 通信販売によって商品または指定商品を購入した場合、返品に関する特約が広告に明示されていない場合は、商品等の引渡しを受けた日から起算(受けた当日が1日目)して8日以内は契約の撤回ができる（クーリングオフ類似制度）。
- 現金での2回以上の分割払いの場合や、クレジットカードでの翌月1回払い以外（すなわち、2回以上の分割払いおよびボーナス一括払い）の場合には、割賦販売法の適用を受ける。
- 利用者の請求又は承諾を受けていない限り、次の場合を除いて電子メール(又はファクシミリ)による広告をすることができない。
  - 契約内容や注文事項確認のメール(又はファクシミリ)に付随して広告をする場合
  - メールマガジン(又はファクシミリの通信文)に付随して広告をする場合
  - フリーメール(又は請求されたファクシミリ)などを利用して広告をする場合

### 通販における必要表示事項
1. 販売価格（役務の対価）
2. 分割払いに係る表記及び金額、契約期間、その他の販売条件(分割払いがある場合のみ)
3. 送料
4. その他負担すべき金銭の内容と額（その他負担すべき金銭がある場合のみ/例・「代金引換手数料」など）
5. 代金（対価）の支払時期
6. 商品の引渡時期（権利の移転時期、役務の提供時期）
7. 代金（対価）の支払方法
8. 返品の特約（権利の返還特約）に関する事項（特約がない場合は、ない旨の表示が必要）
ネット通販の場合は、広告画面への表示義務に加えて最終申し込み画面にも表示義務がある。
9. 事業者の名称（法人の場合）又は氏名（個人事業者の場合）
10. 事業者の住所
11. 事業者の電話番号
12. 事業者のメールアドレス(電子メール広告の場合のみ)
13. ネット通販により広告するとき、法人の場合には、事業者の代表者の氏名又は通信販売業務の責任者の氏名
14. 申込みの有効期限（申込みに有効期限がある場合のみ）
15. 瑕疵責任についての定め（瑕疵責任についての定めがある場合のみ）
販売業者の責任についての内容を明示する。
16. 特別の販売条件（販売数量の制限など、特別の販売条件がある場合のみ）
ただし、「請求により上記事項を記載した書面を交する、または、電磁的記録を提供する」という趣旨の表示があれば、上記事項の中には省略できるものもある。この場合、請求者に金銭を負担させるときはその額の表示義務がある。

また、通信販売業者のネット広告の中には「通信販売法に基づく表示」等としているものが少なからず見受けられるが、「通信販売法」という法律は存在しない。「通信販売法」に相当しうる法律として「特定商取引法」（さらに略して「特商法」）が考えられるが、同法の正規名称は「特定商取引に関する法律」である。